# HD 69830 b
اتش دي 69830 بي HD 69830 b هو كوكب خارج المجموعة الشمسية تبلغ كتلته مماثلة لكتلة نبتون ، وهو أكبر كثيرا من الأرض ويدور حول النجم اتش دي 69830 . تبلغ كتلته نحو 10 أضعاف كتلة الأرض، ومع ذلك فهو أصغر كواكب هذا النجم.
من المحتمل أن يكون الكوكب صخريا وليس غازيا. حيث تنشأ الكواكب الغازية بعيدا عن شموسها، إذ أن حرارة النجم الشديدة تعمل على تشتت غازات الكواكب القريبة منها.

## اكتشافه
مثل اكتشافه كمثل معظم الكواكب التي اكتشفت خارج المجموعة الشمسية حيث ترصد الحركة الاهتزازية للنجم بسبب وجود كوكب كبير بالقرب منه . ولا يرى الكوكب خارج المجموعة الشمسية مباشرة بسبب تغلب الضوء الصادر من النجم على كمية الضوء المنعكسة من على سطح الكوكب. اكتشفه «كريستوف لوفيس» وزملاؤه في عام 2006.

## دورته وكتلته
يدور الكوكب في فلك حول النجم الذي يتبعه على مسافة تقدر بنحو 0,0785 وحدة فلكية (الوحدة الفلكية هي المسافة بين الأرض والشمس) ، ويبلغ الانزياح المركزي لفلكه نحو 10% ، وتبلغ كتلته 14و10 أضعاف كتلة الأرض
. ويقدر نصف قطره بنحو 12.000 كيلومتر.

## مناخه وتكوينه
تقدر درجة الحرارة على الكوكب اتش دي 69830 بي بنحو 527 درجة مئوية، وهي درجة حرارة عالية لا تصلح للحياة . ويعتقد العلماء أنه يتكون في باطنه من السيليكات.